# Varagno
Le Varagno est un ruisseau du département de la Haute-Corse dans la région Corse. C'est un affluent droit du fleuve Fiumorbo.

## Géographie
D'une longueur de 16,8 kilomètres, le Varagno prend sa source sur la commune de Isolaccio-di-Fiumorbo à l'altitude 1630 mètres, à 200 mètres à l'est de la Punta Di Taoria (1769 m). Dans sa partie haute, sur la commune d'Isolaccio, il s'appelle d'abord ruisseau d'Albarelli, puis ruisseau de Poggio, et ensuite ruisseau de Muro Cinto.
Il coule globalement de l'ouest vers l'est.
Il se jette dans le Fiumorbo, en rive droite, à 27 mètres d'altitude, juste au nord de l'ancien viaduc ferroviaire, entre les deux communes de Poggio-di-Nazza et Prunelli-di-Fiumorbo, dont il a été la limite sur ses 4 derniers kilomètres.

### Communes et cantons traversés
Dans le seul département de la Haute-Corse, le Varagno arrose les trois communes, dans le sens amont vers aval, de Isolaccio-di-Fiumorbo (source), Poggio-di-Nazza, Prunelli-di-Fiumorbo (limite).
En termes de cantons, le Varagno prend source et conflue dans le seul canton de Fiumorbo-Castello dans l'arrondissement de Corte.

### Bassin versant
Le ruisseau de Varagno traverse une seule zone hydrographique « le Fium Orbu du ruisseau de Saltaruccio à la mer Méditerranée » (Y942) de 275 km2 de superficie.

### Organisme gestionnaire
L'organisme gestionnaire est le Comité de bassin de Corse, depuis la loi corse du 22 janvier 2002.

## Affluents
Le Varagno a dix affluents référencés :
- le ruisseau de Latelli (rd[note 2]), sur la seule commune de Isolaccio-di-Fiumorbo.
- le ruisseau de Monte ou ruisseau de Monte Lati[3] (rd), sur la seule commune de Isolaccio-di-Fiumorbo.
- le ruisseau de Biciancola (rd), sur la seule commune de Isolaccio-di-Fiumorbo.
- le ruisseau de Nursoli (rd), sur la seule commune de Isolaccio-di-Fiumorbo avec deux affluents :
  - le ruisseau de Pincioni (rg) sur la seule commune de Isolaccio-di-Fiumorbo.
  - le ruisseau de l'Argentuccia (rg) sur la seule commune de Isolaccio-di-Fiumorbo.
  - le ruisseau de Giovanni (rg), sur la seule commune de Isolaccio-di-Fiumorbo.
- le ruisseau de Pettinelli (rg), sur la seule commune de Isolaccio-di-Fiumorbo.
- le ruisseau d'Ajola (rg), sur la seule commune de Isolaccio-di-Fiumorbo.
- le ruisseau de l'Alzone (rg), sur la seule commune de Poggio-di-Nazza.
- le ruisseau de Suartello (rg), sur la seule commune de Poggio-di-Nazza.
- le ruisseau de l'Agnone (rd), sur les deux communes de Isolaccio-di-Fiumorbo et Prunelli-di-Fiumorbo avec un affluent : Il s'appelle aussi ruisseau de Carpinetti et ruisseau de Concia'[3] en partie haute pour Géoportail.
  - le ruisseau de l'Antenna (rg) sur la seule commune de Isolaccio-di-Fiumorbo avec deux affluents :
    - le ruisseau de Chizzo (rg) sur la seule commune de Isolaccio-di-Fiumorbo.
    - le ruisseau de Debbione (rd) sur la seule commune de Isolaccio-di-Fiumorbo.
- le ruisseau de Stazzale, et ruisseau de Capannone[3] - en partie haute -(rg), sur la seule commune de Poggio-di-Nazza.

### Rang de Strahler
Donc son rang de Strahler est de quatre par le ruisseau de l'Agonie et le ruisseau de l'Antenna.